# 乳幼児突然死症候群
乳幼児突然死症候群（にゅうようじとつぜんししょうこうぐん、英語: Sudden infant death syndrome、SIDS、シッズ）は、何の予兆もないままに、主に1歳未満の健康にみえた乳児の突然死である。「予期せぬ乳幼児突然死（英：Sudden Unexpected Infant Death（SUID）、Sudden Unexpected Death in Infancy（SUDI）」の1種である。アメリカなどでは、俗に「cot death」や「crib death」と呼称する。2005年4月18日、厚生労働省が公表したSIDSに関するガイドラインによると「SIDSは疾患とすべきでない」という意見も少数ではあるが存在する。

## 疫学
2014年の人口動態統計では、日本において147名の乳幼児（男児91名、女児56名）がSIDSで死亡したと診断され、「先天奇形，変形及び染色体異常」、「周産期に特異的な呼吸障害等」に次いで乳児の死亡原因の第3位となっている。
診断基準上は原則1歳未満とされているが、実際には月齢2か月から6か月程度の乳児における死亡がほとんどである。

## 症状
厚生労働省のSIDS診断ガイドラインによる定義は以下の通りである。
SIDSは症状の申告だけで正確な診断ができるわけではない。例えば、死亡に先立って、その児を損なうような行為があり、静かになったことが眠ったように見えた場合、「眠っていた（と思っていた）のに死んでいた」という申告だけを聞いて病死という診断をしたならば、誤診になる可能性は高くなる可能性がある。
そこで法医学のなかでも正確な診断にこだわる人々は、医学的な結論を出す前に犯罪の可能性と事故の可能性を否定するための調査を慎重にとりおこなう。これを死亡状況調査と言い、最新のSIDS診断基準ではSIDSであることを確認する前提として必須とされる。

## 原因
2016年現在、SIDSの原因は不明である。単一の原因で説明可能なのか、様々な原因による突然死の集合であるのかも判明していない。呼吸器の先天的・後天的疾患が関係するのではないか、等、いくつかの仮説があるに留まっている。
厳密なSIDSに限らずそれまで正常だった小児が急変して突然死した症例を「広義のSIDS」とするならば、突然死における先天代謝異常は5％を超える。

## 診断
1歳未満の乳幼児突然死のうち、病歴、健康状態、死亡時の状況、精密な解剖を行っても死亡の原因を特定できないものである。厚生労働省のガイドラインである「診断に際しての留意事項」によると、以下のようになる。
- 諸外国で行われている研究も考慮し、乳幼児突然死症候群（SIDS）の診断は原則として新生児期を含めて1歳未満とするが、1歳を超える場合でも年齢以外の定義をみたす場合に限り乳幼児突然死症候群（SIDS）とする。
- 乳幼児突然死症候群（SIDS）の診断は剖検に基づいて行い、解剖がなされない場合および死亡状況調査が実施されない場合は、死因の分類が不可能であり、したがって、死亡診断書（死体検案書）の分類上は「12.不詳」とする。
- 乳幼児突然死症候群（SIDS）は除外診断ではなく一つの疾患単位であり、その診断のためには、乳幼児突然死症候群（SIDS）以外の乳幼児に突然の死をもたらす疾患および窒息や虐待などの外因死との鑑別診断が必要である。
- 外因死の診断には死亡現場の状況および法医学的な証拠を必要とする。外因死の中でも窒息死と診断するためには、体位に関係なく、ベッドの隙間や柵に挟み込まれるなどで頭部が拘束状態となり回避できなくなっている、などの直接死因を説明しうる睡眠時の物理的状況が必要であり、通常使用している寝具で単に伏臥位（うつぶせ）という所見だけでは診断されない。また、虐待や殺人などによる意図的な窒息死は乳幼児突然死症候群（SIDS）との鑑別が困難な場合があり、慎重に診断する必要がある。

外因死の場合は異状死として取り扱い、警察に届け出る必要がある。

## 予防

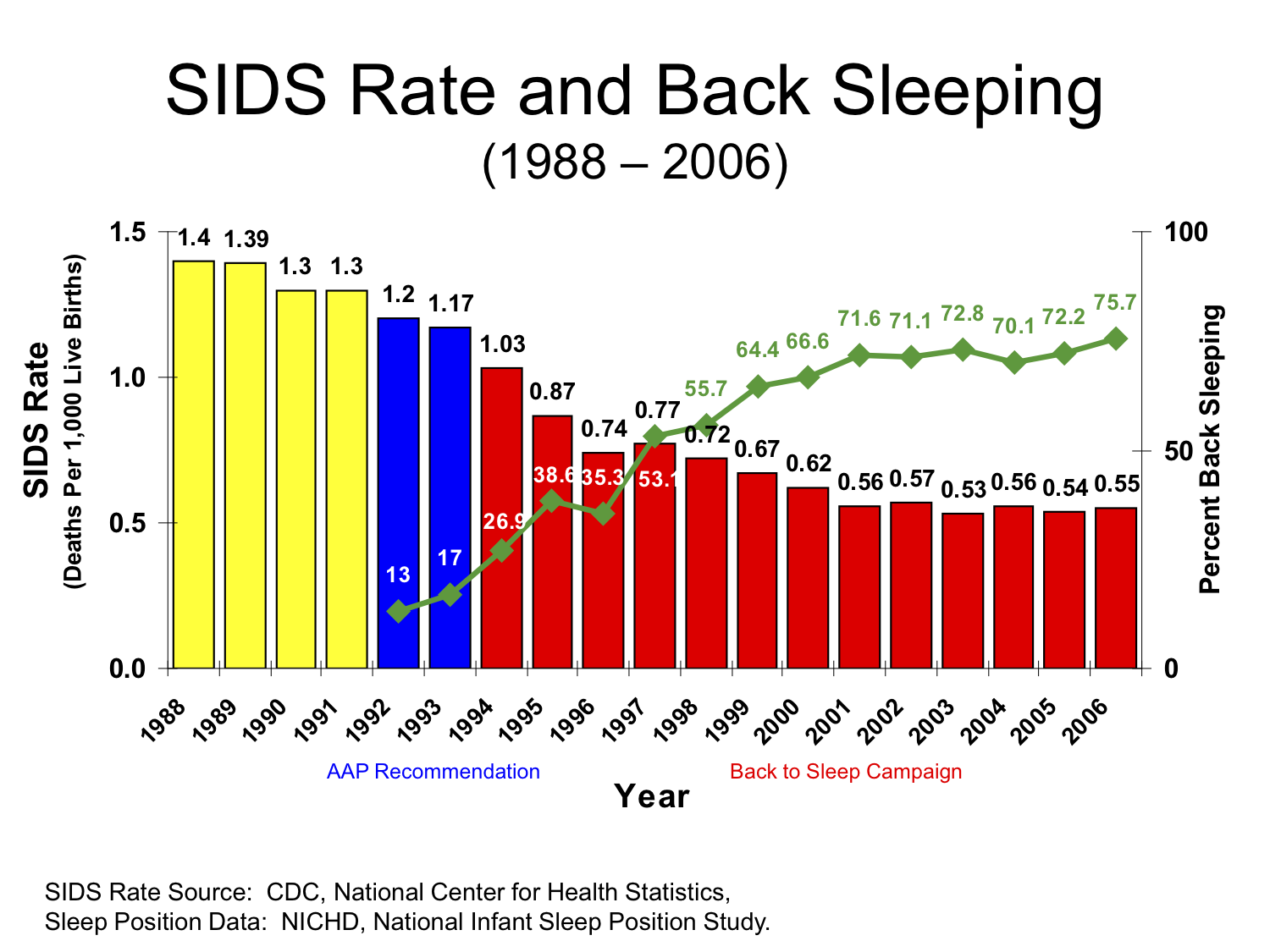
乳幼児突然死症候群の比率。赤い棒グラフは仰向けキャンペーンSafe to Sleep後の物。

米国小児科学会は、他の睡眠関連死（英：Sleep-Related Infant Deaths）と併せて以下の予防法を推奨している。これらの積極的な実行によって死亡率が有意に減少することが明らかになっている。

### 睡眠時の習慣

#### 仰向けに寝かせる
1992年、米国小児科学会は乳児を仰臥位（仰向け）とすることでSIDSの発生率を有意に減少させられると発表した。乳児が伏臥位（うつ伏せ）や側臥位（横向き）の場合死亡率が有意に増加する。この死亡率の増加は特に月齢2-3か月の乳児にみられる。日本小児科学会と厚生労働省でも、健康な乳児は仰向けで寝かせることを推奨している。
しかし、その結果として乳幼児が長時間仰向け寝の状態に置かれることになり、乳幼児の頭蓋変形が飛躍的に増加した。そこで、乳幼児の頭蓋変形を予防するために、保護者の監視下のもとタミータイムをとるなどの予防法が行われている。

#### 添い寝をしない
1990年代から2000年代前半にイギリス、ヨーロッパ、ニュージーランドで行われた統計とSIDS発生のデータ相関では、乳幼児と両親が同じベッドで寝ていたり、床にマットを敷くなどして添い寝していた場合のSIDSの発生率が高いという研究報告が出ている。両親が喫煙をしていて、添い寝していた場合は、更に発生率が高まる。スウェーデン保健福祉庁では、親が喫煙する場合は同じ部屋に乳幼児を寝かせず、親が薬物やアルコールを摂取している場合には同じベッドに乳幼児を寝かせないことが推奨されていたが、2013年12月に「生後3か月未満の乳児は親と別のベッドで寝ることが（SIDS予防に）重要」と正式にコメントしている。
また、ヨーテボリ大学の小児科教授ヨーラン・ベネグレンは、「添い寝が乳幼児突然死症候群（SIDS）の危険因子であることが判明した」と語っている。イギリスの医学誌『ブリティッシュ・メディカル・ジャーナル』にはSIDS約1500件のうち2%が親と乳幼児が同じベッドで寝ていた際に発生しており、親が添い寝した場合には乳幼児が1人で寝た場合に比べ、SIDSのリスクが約5倍に跳ね上がるという論文が掲載されている。

#### 過度な体温上昇を防ぐ
アメリカ合衆国や日本の統計では、SIDSの発生率は寒候期に増加する。アメリカ国立衛生研究所は、暖房を使用した屋内での保護者による過剰な重ね着による乳児の体温上昇が要因と考えられており、重ね着や厚い毛布の使用が乳児死亡率の上昇リスクを高めるとしている。また、未熟児はSIDSのリスクが4倍高く、これは心臓血管中枢が未発達であることが関係している可能性がある。
また、カナダでは夏季における外気温が29℃以上の日にはSIDSの発生率が外気温20℃の日よりも3倍増加することが報告されている。アメリカ合衆国で60,364件のSIDS症例を対象とした大規模な全国調査においても、急性的な室温の上昇と夏季のSIDSリスクの増加は関連しており、熱暴露がSIDSの重要なリスク要因であることを示唆している。ただし、死亡率の増加は温暖な地域よりも夏季の平均温度が比較的涼しい地域や黒人にみられ、エアコンの使用などの行動的適応や都市設計、建物の特性の違いが寄与している可能性がある。

### 母乳で育てる
因果関係は不明ではあるが、母乳で育った乳幼児のほうがSIDSの発生率が低い。厚生労働省も、人工乳がSIDSを引き起こすということではないが、なるべく人工乳ではなく母乳で育てることも推奨している。

### 喫煙しない
因果関係は不明ではあるが、両親が喫煙していない乳幼児のほうがSIDSの発生率が低い。アメリカ合衆国ではSIDSにより死亡した乳児の22%の母親が妊娠中に喫煙していた。
喫煙女性の母乳、あるいは受動喫煙の状況にいる女性の母乳には、ニコチンが含まれる。乳児体内のニコチン濃度と乳児死亡率には正の相関が示されており、また、神経発達に悪影響を及ぼすことが証明されている。

### その他
米国小児科学会は2016年10月に以下のガイドラインを学会誌に発表している。
1. 乳幼児が1歳になるまでは必ず仰向けに寝かせる。横向きやうつ伏せは危険。
2. 硬いマットレスなどの上に寝かせる。やわらかい布団やマットレスは窒息のおそれがある。
3. ソファーや椅子には寝かせない。すき間に顔が挟まり、窒息死する事例が多い。自動車の座席も同様。
4. 母乳で育てる。
5. 生後6か月、できれば1歳までは親と同じ部屋で寝る。乳児に異常があっても救助できる可能性が高まる。ただし、親と同じベッドで寝かせず、ベビーベッドに寝かせる。
6. 乳児が寝る場所に窒息する可能性があるやわらかい物（枕、掛布団、キルト、ぬいぐるみなど）を置かない。
7. 寝かしつける時はおしゃぶりを与えるとよい（原因は不明だが、おしゃぶりはSIDSの防止に効果があるというデータもある）。ただし、ひも付きのおしゃぶりは、ひもが幼児の首を絞める危険性があるため、寝ついたら取る。
8. 妊娠中と出産後は禁煙する。
9. 妊娠中と出産後は禁酒する。飲酒する母親の子はSIDSのリスクが高い。
10. 室内温度を高くして乳児が汗をかくとSIDSのリスクが高まる。乳児の服は大人より1枚少なくする。また、頭を毛布などで覆わない。死亡例の多くが頭に物をかぶった状態で発見されている。
11. 妊婦は定期検診をきちんと受ける。定期検診を受けた母親の子はSIDSが少ない。
12. 推奨されているワクチンはすべて接種する。
13. 「乳児のSIDSを避ける」と宣伝されているマットレスなどの市販製品を使わない。現時点では、SIDSの原因が明確でないため、SIDSを予防できる科学的な根拠のある市販製品は存在しない。そういった器具に頼るよりも、安全な睡眠習慣をつける方が重要。
14. （乳児が寝返りをするようになった場合）寝返りをさけるため乳児を毛布などでつつむおくるみは勧められない。おくるみをするとSIDSのリスクが高まるというデータがある。

## 問題点
乳児が突然死亡した場合、過失や犯罪による死亡なのか、避けられない疾患による病死だったのかについて、しばしば問題となる。
欧米諸国では厳密に解剖（剖検）によって呼吸器や神経系などの器質的疾患を除外した後にSIDSの診断を行う。日本も同様に解剖なしにSIDSの診断を下してはならないとされてはいるが、死亡診断書の死因欄に解剖なしなのにSIDSを記入した例もあるため、千葉大学と千葉県は2012年から2016年に千葉県内で死亡した全ての未成年者、約1280人の死因の全例を再分析している。また、同時に虐待死の疑いがあるのにもかかわらず、そう記述しなかった例の再分析も行っている。
また、遺族は単なる悲しみだけではなく、何とか予防できたのではないかという罪の意識に苦しむことがあり、遺族の心のケアも重要である。

## 子供をSIDSで亡くした人物
- 千代の富士貢 - 1989年6月に当時生後4ヶ月の末娘を亡くしている。
- YUKI - 2005年3月に当時1歳11か月の長男を亡くしている。
- 板尾創路 - 2009年8月に当時1歳11か月の長女を亡くしている。
- イーロン・マスク - 2002年に当時生後10週の長男を亡くしている。